# Mikroregion Pirapora

Mikroregion Pirapora

Mikroregion Pirapora – mikroregion w brazylijskim stanie Minas Gerais należący do mezoregionu Norte de Minas.

## Gminy
- Buritizeiro
- Ibiaí
- Jequitaí
- Lagoa dos Patos
- Lassance
- Pirapora
- Riachinho
- Santa Fé de Minas
- São Romão
- Várzea da Palma